# Aleuron carinata
Aleuron carinata är en fjärilsart som beskrevs av Walker 1856. Aleuron carinata ingår i släktet Aleuron och familjen svärmare. Inga underarter finns listade i Catalogue of Life.

## Beskrivning

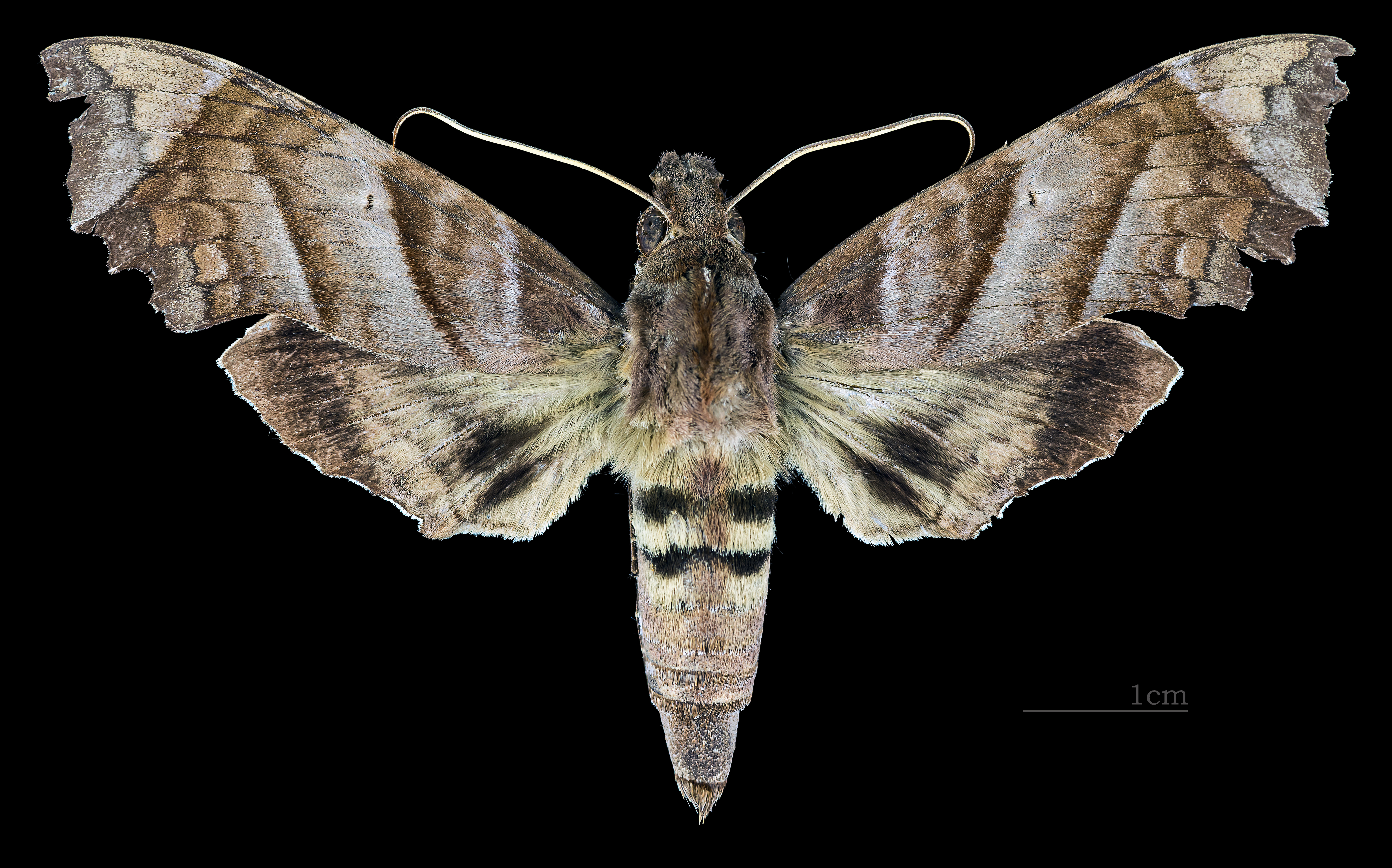
Aleuron carinata  ♀
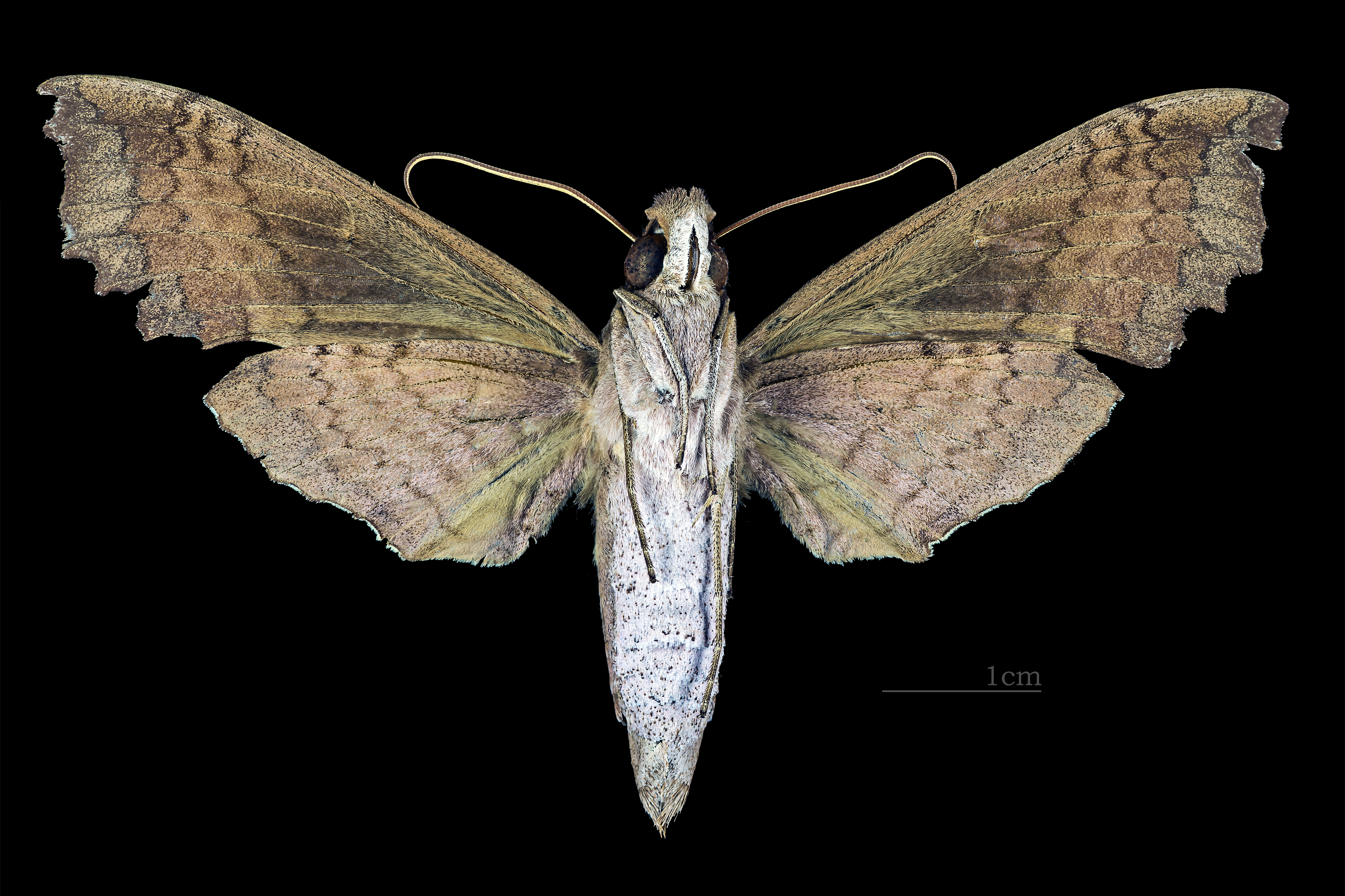
Aleuron carinata  ♀ △